# Турнье, Мишель
Мише́ль Турнье́ (фр. Michel Tournier; 19 декабря 1924, Париж — 18 января 2016, Шуазель) — французский писатель, лауреат Гонкуровской премии, переосмыслитель поэтических мифов в русле ремифологизации.

## Биография и творчество
Мать Турнье — бургундка, отец — гасконец. Детство провёл в Сен-Жермен-ан-Ле, после — в Нёйи-сюр-Сен. Вместе с ним учился Роже Нимье. Воспитывался на немецкой культуре, музыке и католицизме. Позднее открывает для себя философию Гастона Башляра. Занимался философией в Сорбонне и Тюбингенском университете. Слушал лекции Мориса де Гандийяка. Хотел преподавать в лицее философию, но потерпел неудачу на конкурсе на должность преподавателя.
Начал работать на Радио Франс в качестве журналиста и переводчика, вёл там передачу «Час французской культуры». В 1954 году работает в рекламе для радио Европа 1. Также сотрудничает с газетами «Ле Монд» и «Фигаро». С 1956 года по 1968 год он работает над переводами с немецкого языка. Параллельно продолжает деятельность журналиста на радио. В 1968 году с Люсьеном Клергом принимает участие в организации фотографического фестиваля в Арле.
В 1967 он публикует свой первый роман «Пятница, или Тихоокеанский лимб» (Vendredi ou les Limbes du Pacifique), вдохновлённый Даниелем Дефо, который был удостоен Большой премии Французской академии за роман.
В 1970 получает Гонкуровскую премию за роман «Лесной царь» (Le Roi des Aulnes), разошедшийся 4-хмиллионным тиражом. Роман экранизировал Фолькер Шлёндорф (Огр, 1996).
В следующем году публикует роман «Пятница, или Дикая жизнь» (Vendredi ou la vie sauvage) — упрощённую версию своей первой книги. Она написана для детей, потому что, по мнению Турнье, если книгу читают дети, это свидетельствует о её достоинствах. Книга вошла в школьную программу, была продана тиражом в 7 миллионов экземпляров, а также переведена на многие языки.
В 1972 становится членом Гонкуровской академии.
В 1975 он публикует свой третий роман «Метеоры», который рассказывает о жизни двух близнецов, Жана и Поля.

## Признание
Получил медаль Гёте в 1993. Почётный доктор Лондонского университета (1997).

## Публикации на русском языке
- Жиль и Жанна. М.: МИК, 1998.
- Пятница, или Тихоокеанский лимб. СПб: Амфора, 1999
- Лесной царь. СПб: Амфора, 2000
- Пятница, или Дикая жизнь. М.: Самокат, 2003
- Каспар, Мельхиор и Бальтазар. СПб: Амфора, 2005
- Метеоры. СПб: Амфора, 2006
- Зеркало идей. М.: Иностранная литература, 2013.